# Pinukse nukk
Pinukse nukk är en udde på Estlands västkust. Den ligger i kommunen Hapsals stad i landskapet Läänemaa, 90 km sydväst om huvudstaden Tallinn. Före kommunreformen 2017 tillhörde området Ridala kommun. Närmaste större samhälle är Hapsal, 6,2 km öster om Pinukse nukk. 
Udden var tidigare en friliggande ö och benämns därför även Pinukse saar (Pinukseön). Utanför Pinukse nukk, i havsområdet Moonsund, ligger ön Hästholm. Udden är belägen längst västerut på Hapsalvikens södra strand. Söder om Pinukse nukk ligger Rus varifrån färjorna till Dagö och Ormsö utgår. 
Årsmedeltemperaturen i trakten är 5 °C. Den varmaste månaden är augusti, då medeltemperaturen är 17 °C, och den kallaste är januari, med −8 °C.